# ثانوية الموسيقى والفن
ثانوية الموسيقى والفن (بالإنجليزية: High School of Music & Art)‏ هي مدرسة الفنون، تأسست في 1936م، في الولايات المتحدة.